# Histoire de la phycologie
La phycologie est l'étude des algues et l'histoire, celle des activités humaines passées. L'intérêt de l'Homme pour les végétaux en tant que nourriture remonte aux origines de l'espèce Homo sapiens et l'on peut remonter le fil des connaissances concernant les algues sur plus de deux mille ans. Cependant, ce n'est que depuis trois cents ans que les connaissances se sont réellement développées et elles forment désormais une science qui se développe rapidement.

## Les débuts

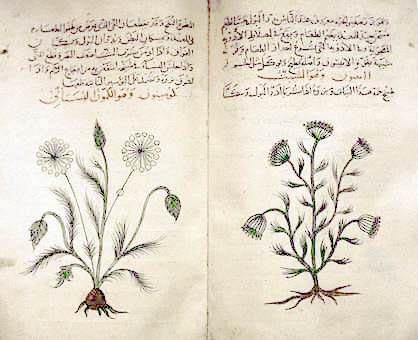
De materia medica de Dioscoride, v. 1334 copie en arabe, décrivant les caractéristiques médicinales du cumin et de l’aneth.

L'étude de la botanique remonte à la Préhistoire, époque à laquelle les végétaux constituaient la base de la nourriture humaine depuis la nuit des temps. Les premiers essais pour cultiver des plantes ont vraisemblablement été menés un peu plus de 10 000 ans av. J.-C. au Proche-Orient (Morton, 1981) et les premières références aux algues sont à rechercher dans les écrits de la littérature chinoise antique. L’emploi de Porphyra en Chine date au moins du VIe siècle apr. J.-C., entre 533 et 544 (Mumfard and Miura, 1988), tandis qu’il en est déjà fait mention dans les zones de la mer Méditerranée dans les littératures grecque et romaine. Le mot grec qui désignait les algues était phycos alors que du temps de la Rome antique le mot devint Fucus. D’antiques références mentionnent l’emploi d’algues en tant que fumier. Les premières algues corallines reconnues comme êtres vivants furent probablement les Corallina, par Pline l'Ancien (23-79) au Ier siècle apr. J.-C. (Irvine and Chamberlain, 1994 p. 11).
La classification des plantes a subi de nombreux bouleversements depuis Théophraste (372-287 av. J.-C.) et Aristote (384-322 av. J.-C.) qui les regroupaient en trois catégories : "arbres", "buissons" et "herbes" (Smith, 1955 p.1).
Le développement de l’étude de la phycologie a suivi un profil comparable et parallèle avec d’autres champs de la biologie mais à un rythme différent. L’imprimerie (inventée au XVe siècle) et l’éducation ont permis aux gens de lire et au savoir de se diffuser. L’intérêt pour les algues s’est accru rapidement.

## L’exploration du monde et l’avancée des connaissances
Les contributions écrites sur les algues d’Afrique du Sud remontent aux explorateurs portugais des XVe et XVIe siècles, cependant, il n’est pas clair de savoir à quelles espèces ils se réfèrent (Huisman, 2000 p.7).

## LeXVIIesiècle
Au XVIIe siècle, il y eut un grand réveil de l’intérêt scientifique partout en Europe et, après l’invention de l’imprimerie, des livres de botanique furent publiés. Parmi eux, le travail de John Ray (1627-1705) qui écrivit en 1660 : Catalogus Plantarum circa Cantabrigiam., lequel initia une nouvelle ère dans l’étude de la botanique (Smith, 1975 p. 4). Ray "a influencé aussi bien la théorie que la pratique de la botanique plus profondément qu'aucune autre personne dans la seconde moitié du XVIIe siècle " (Morton, 1981).
Cependant, aucun progrès réel ne fut réalisé dans l’étude scientifique des algues avant l’invention du microscope – aux alentours de 1600. C’est Antoine van Leeuwenhoek (1632-1723) qui découvrit les bactéries et perçut la structure cellulaire des plantes. Ses observations furtives et non systématiques de la structure des plantes, rapportées à la Royal Society entre 1678 et sa mort en 1723, ne produisirent pas d’avancées significatives (Morton, 1981 p. 180).
La première plante marine d’Australie répertoriée dans un ouvrage a été collectée à la baie Shark sur la côte ouest de l’Australie par William Dampier (1652-1715), qui décrivit beaucoup de nouvelles espèces australiennes au XVIIe siècle (Huisman, 2000 p. 7).

## LeXVIIIesiècle
Avant Carl von Linné (1707-1778) tous les animaux et les plantes avaient des noms, mais il lui prit de les arranger et de grouper les plantes de cette Terre dans une certaine forme d’ordre. Carolus Linnaeus (Carl von Linné) était un botaniste suédois, fils d’un pasteur de l’Église luthérienne, un médecin et un zoologiste. Il posa les fondements de la systématique biologique moderne et de la nomenclature dans son Species Plantarum (1753). Il adopta et popularisa un système binominal (ou binaire) (Morton, 1981)  employant un nom en tant que genre et un second en qualité d’espèce, noms soit latins soit "latinisés". Le nom d’espèce qu’il assignait se référait à un nom trivial, nomen triviale, consistant en un seul mot, ordinairement un adjectif latin. Même si aucun mot unique n’était suffisant pour identifier une espèce donnée, au moins tentait-il de la décrire.
Il développa un système cohérent pour nommer les organismes et divisa le règne végétal en 25 classes (selon Smith p. 1 mais seulement 24 selon Dixon, 1973) (Smith, 1955 p. 1),. L’une d’elles, la classe Cryptogamia, comprenait tous les végétaux munis d’organes reproducteurs cachés. Il divisa la classe Cryptogamia en quatre ordres : Filices (fougères), Musci (mousses), Algae (algues) - qui incluait les lichens et les hépatiques – et Fungi (champignons) (Smith, 1955 p. 1). Classification classique
L’examen des structures reproductives avait déjà débuté. En 1711, René-Antoine Ferchault de Réaumur (1683-1757), l’inventeur du thermomètre à alcool, contribua à l’étude du Fucus dans lequel il nota les deux types d’ouverture externe du thalle : le cryptostome non sexuel (cavité de surface stérile) et le conceptacle (cavité fertile, en profondeur mais munie d’une ouverture en surface) contenant les organes sexuels, qu’il imaginait être des fleurs femelles. Au moyen d’une lentille, il fut capable de voir les oogones (organes sexuels femelles) et les  gamétocystes mâles (organes sexuels mâles) au sein des conceptacles, mais qu’il interpréta comme étant des graines (Morton, 1981 p. 245). Johannes Hedwig (1730-1799) apporta de plus amples précisions sur le processus sexuel chez les algues. La conjugaison chez la Spirogyre fut montrée par Hedwig en 1797. Il illustra aussi Chara (Charales ou Charophycée) et identifia les gamétocystes mâles et femelles en tant qu’organes sexuels mâle et femelle (Morton, 1981 p. 324).
Pendant le XVIIIe siècle, il y eut une violente controverse pour savoir si les algues corallines étaient des animaux ou des végétaux. Au moins jusqu’au milieu des années 1700, les algues corallines (ainsi que les coraux) étaient généralement considérées comme des plantes. À partir de 1768, beaucoup, sans élément nouveau, les considérèrent comme appartenant au règne animal. Cinq ans plus tard, William Henry Harvey (1811-1866) (1847, pl. 73) conclut qu’elles étaient probablement faites de matériel végétal.
La première description scientifique d’une algue d’Afrique du Sud acceptée dans la plupart des champs nomenclaturaux est celle Ecklonia maxima, publiée en 1757 sous l’appellation Fucus maximus (Stegenga et al, 1997).
L’investigation des algues d’Amérique du Nord dans le Pacifique débuta avec l’expédition de 1791-95 du capitaine George Vancouver (Papenfuss, 1976 p.21).
Archibald Menzies (1754-1842) était le botaniste attitré de l’expédition menée par le capitaine George Vancouver (1757-1798) à bord du Discovery puis du Chatham entre 1791 et 1795 sur les côtes pacifiques de l’Amérique du Nord et au sud-ouest de l’Australie. Les algues collectées par Menzies furent transmises à Dawson Turner (1775-1858) qui les décrivit et les illustra dans un ouvrage en quatre volumes publié entre 1808 et 1819. Cependant, Turner fit seulement référence au taxon assimilable à Fucus ; soit Menzies n’avait-il recueilli que très peu d’échantillons, soit n’en avait-il transmis qu’une infime partie à Turner. Trois des espèces décrites par Turner devinrent par la suite les archétypes de nouveaux genres (Papenfuss, 1976) et (Huisman, 2000). Turner reçut également des échantillons de Robert Brown (1773-1858), le botaniste qui accompagna le capitaine Matthew Flinders sur l’Investigator (1801-1805). Cette collection comprenait aussi beaucoup de plantes australiennes (Huisman, 2000).
Le véritable sursaut d’intérêt pour les algues américaines provint d’une visite de William Henry Harvey en 1849-1850, quand il visita des zones de Floride et de Nouvelle-Écosse dont il produisit trois volumes de Nereis Boreali-Americana. Ceci déclencha l’appétit d’autres auteurs pour l’étude des algues (Taylor, 1972 p.21). 
Le premier à avoir collecté des algues marines dans les eaux du Groenland semble être Jens Lorenz Moestue Vahl (1796-1854) qui vécut au Groenland de 1828 à 1836. Les espèces de Vahl provenant de l’est du Groenland ne furent pas répertoriées avant 1893 quand Janus Lauritz Andreas Kolderup Rosenvinge (1858-1939) les incorpora, au même titre que les espèces recueillies par Sylow, dans son travail de 1893 (Lund, 1959). F.R. Kjellman répertorie seulement 12 espèces de l’est du Groenland, 4 d’entre elles étant sujettes à caution, ces données sont fondées sur la liste de Zeller (Lund, 1959).

## La première moitié duXIXesiècle
Carl Adolph Agardh (1785-1859) fut l'un des plus éminents algologues de tous les temps; il naquit en Suède le 23 janvier 1785 et s'éteignit le 28 janvier 1859. Il était professeur de botanique à l'Université de Lund et plus tard évêque du diocèse de Karlstad (Papenfuss, 1976). Beaucoup d'espèces portent encore son nom dans la nomenclature scientifique. Il voyagea beaucoup en Europe, se rendant en Allemagne, Pologne, Danemark, Pays-Bas, Belgique, France et Italie. Il fut le premier à souligner l'importance des caractères reproductifs chez les algues et à les utiliser pour distinguer les différents genres et familles. Son fils, Jakob Georg Agardh (1813-1901), qui devint lui aussi professeur de botanique à Lund en 1839, entreprit l'étude du cycle de vie des algues et décrivit bon nombre de nouveaux genres et de nouvelles espèces. C'est à lui que beaucoup de scientifiques envoyaient des échantillons pour en faire la détermination spécifique ou comme donations. Pour cette raison, l'herbier algal de Lund est le plus important au monde (Papenfuss, 1976).
Les premiers relevés d'algues des îles Féroé furent l’œuvre de Jorgen Landt dans son livre de 1800 où il mentionne environ 30 espèces. Dans son sillage, Hans Christian Lyngbye (1782-1837) visita les Féroé en 1817 et publia ses travaux en 1819. Il y décrivit plusieurs nouveaux genres et une centaine de nouvelles espèces furent cataloguées. E. Rostrup qui se rendit aux Féroé en 1867 lista quant à lui dix nouvelles espèces pour un total peu éloigné de 100. En 1895, Hermann George Simmons (1866-1943) mentionna quelque 125 espèces. La même année, Frederik Christian Emil Börgesen (1866-1956) commença son travail qu'il publia en 1902 (Börgesen, 1902 p.399 - 343).
Jean Vincent Félix Lamouroux (1779-1825) fut le tout premier, en 1813, à séparer les algues en groupes sur la base de leur couleur (Dixon and Irvine, 1977 p.59). À cette époque, les algues corallines étaient toujours considérées comme des animaux. C'est Rodolfo Amando Philippi (1808-1904) qui en 1837 publia l'article dans lequel il reconnaît finalement que les algues corallines n'appartiennent pas au règne animal. Il proposa les noms génériques Lithophyllum et Lithothamnion (Irvine and Chamberlain, 1994 p.11). 
En cette première moitié du XIXe siècle, les algues d'eau douce sont communément traitées séparément des algues marines et il peut même sembler incorrect de les incorporer à la phycologie. Le British Confervae (1809) de Lewis Weston Dillwyn (1778-1855) fut l'une des plus anciennes tentatives pour regrouper tout ce qui était connu alors des algues d'eau douce des îles Britanniques.

## W.H. Harvey

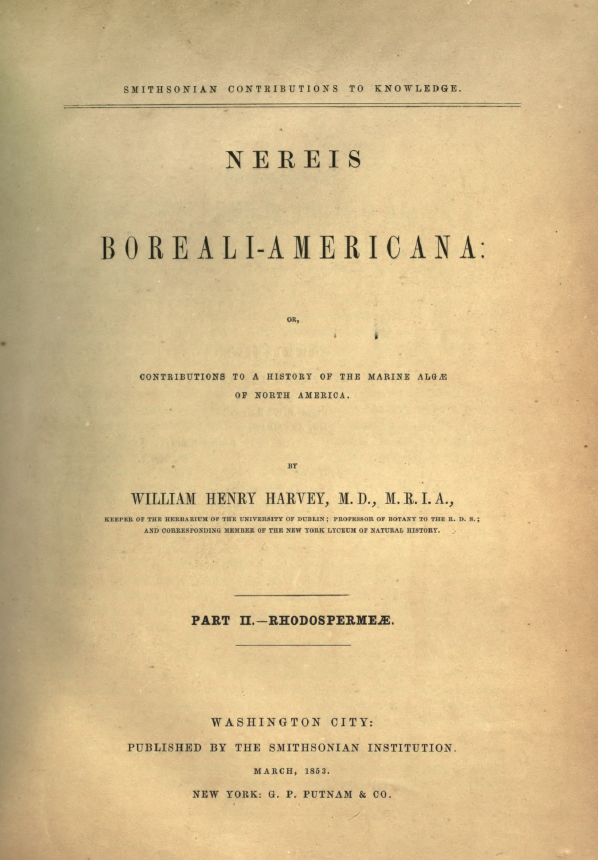
Couverture de Nereis Boraeli-Americana or Contributions to a History of the Marine Algæ of North America (1853).

William Henry Harvey (1811-1866) était professeur de botanique et responsable de l'herbier du Trinity College de Dublin, mais également l'un des algologues les plus en vue de son temps (Papenfuss, 1976 p. 26). En dehors de l'Irlande, il se rendit en Afrique du Sud, sur la façade atlantique de l'Amérique du Nord jusqu'aux Keys de Floride et en Australie (1854-1856). Entre 1853 et 1856, il visita Ceylan, l'Australie et la Nouvelle-Zélande ainsi que diverses zones du Pacifique sud (Huisman, 2000 & Papenfuss, 1976),. De sa collecte en Australie résulta l'une des plus vastes collections de plantes marines, qui en inspira d'autres par la suite (Huisman, 2000). Il publia : Nereis Australis Or Algae of the Southern Ocean (Nereis Australis ou Algues de l'Océan du sud) en 1847-1849, puis en 1846-1851, son Phycologia Britannica. Son ouvrage Nereis Boreali-Americana fut, quant à lui, publié en trois parties de 1852 à 1858 (Papenfuss, 1976 p.27). Son Phycologia Australica en cinq volumes sortit de 1858 à 1863. Tous ces volumes demeurent aujourd'hui une référence majeure sur les algues d'Australie (Huisman, 2000). Son premier herbier se trouve au Trinity College de Dublin (TCD). Toutefois, d'importantes collections du matériel d'Harvey sont exposées au Ulster Museum (BEL) (Morton, 1977 & Morton, 1981),, à l'Université de St Andrews en Écosse (STA) et au National Herbarium of Victoria (MEL) de Melbourne en Australie (May, 1977). Beaucoup des collectionneurs de cette période s'envoyaient et s'échangeaient librement des spécimens les uns les autres. Pour cette raison, les livres d'Harvey dénotent une remarquable connaissance de la distribution des algues, d'où qu'elles viennent au monde. Son livre Phycologia Britannica liste des espèces répertoriées et recueillies à différents endroits des îles Britanniques. Par exemple, il note que William Thompson (1805-1852), William McCalla (v. 1814-1849), John Templeton (1766-1825) et David Landsborough (1779-1854) collectèrent des échantillons, tout comme lui, à partir de sites distincts d'Irlande. Les collections de ces botanistes, et de beaucoup d'autres, sont présentées séparément, collection par collection, au Ulster Museum (BEL).
Sir William Jackson Hooker (1785-1865) fut, sa vie durant, l'ami de Harvey (Papenfuss, 1976 p. 26). Il fut nommé professeur de botanique à l'Université de Glasgow en 1820 et devint directeur à Kew entre 1841 et 1865. Hooker était un évolutionniste de la première heure et apporta très tôt son soutien, dans un groupe certes minoritaire mais constitué d'autres éminents savants de l'époque comme Thomas Henry Huxley (1825-1895), à Charles Darwin (1809-1882) et sa théorie de l'évolution.
Hooker sut percevoir le talent d'Harvey, lui prêta ses propres livres, l'encouragea et l'invita à écrire la section consacrée aux algues de ses œuvres British Flora et The Botany of Captain Beechey's Voyage (La Botanique du Voyage du Capitaine Beechey) (Papenfuss, 1976). Margaret Gatty (1809 - 1873) (née Margaret Scott) (auteur de British Seaweeds, 1863), ainsi que beaucoup d'autres spécialistes de l'époque, correspondirent avec William Henry Harvey (Desmond, 1977 et Evans, 2003),.

## La seconde moitié duXIXesiècle
À cette période, un important travail fut effectué par de nombreux savants et l’abondance de nouveaux spécimens devint considérable. Il est possible de retrouver les spécimens de Harvey dans plusieurs herbiers, de même que ceux d'autres phycologues dont les noms figurent dans les publications d'époque.
Dans les mêmes temps, Friedrich Traugott Kützing (1807-1893) décrivit en Allemagne plus de nouveaux genres qu'aucun autre avant ou après lui (Chapman, 1968 p. 13). Ses publications s'étalent de 1841 à 1869 et ajoutent de la substance aux connaissances sur les algues des eaux froides des mers de l'Arctique. Certains de ces spécimens sont stockés dans l'herbier du Ulster Museum (BEL) en Irlande du Nord et catalogués sous les références : F1171 ; F10281 - F10318. En 1883, Frans Reinhold Kjellman (1846-1907), professeur de botanique à l'université d'Uppsala, publia Les Algues de la mer Arctique - The Algae of the Arctic Sea. Il divisa la "mer Arctique" en différentes régions qui entourent le pôle Nord (Kjellman, 1883). Les recherches suivantes s'attachent à accroître la connaissance des algues marines du monde entier, parmi lesquelles citons Charles Lewis Anderson (1827-1919) qui collabora avec William Gilson Farlow (1844-1919) et le professeur Daniel Cady Eaton (1834-1895) pour produire le premier exsiccatae des algues d'Amérique du Nord (Papenfuss, 1976). Edward Morell Holmes (1843-1930) était un expert des algues marines, des mousses, des hépatiques et des lichens, dont les spécimens lui étaient envoyés depuis les quatre coins des îles Britanniques, comme de Norvège, Suède, Floride, Tasmanie, France, cap de Bonne-Espérance, Ceylan ou Australie. Il échangea également des échantillons (Furley, 1989) et certains se trouvent dans l'herbier du Ulster Museum (BEL).
George Clifton (1823-1913), un phycologue australien mentionné dans les mémoires de Harvey comme le surintendant de la police des eaux de Perth dans le sud-ouest australien, envoya des échantillons d'algues à Harvey (Blackler, H.1977). En ces années il y avait de nombreux chercheurs sur le terrain : W.G. Farlow, mentionné plus haut, fut nommé professeur de botanique cryptogamique à l'université Harvard (États-Unis) en 1879 et publia, entre autres travaux, les Algues Marines de Nouvelle Angleterre et des Côtes Adjacentes - Marine algae of New England and Adjacent Coasts. En 1876, John Erhard Areschoug (1811-1887), un professeur suédois de botanique à l'université d'Uppsala, écrivit un rapport sur des algues brunes collectées en Californie par Gustavus A. Eisen (Papenfuss. 1976). George William Traill (1836-1897) était clerc à la Standard Life Company d'Édimbourg où il travaillait de longues heures, et, ce faisant, il était l'une des plus grandes autorités sur les algues d'Écosse. En dépit d'une mauvaise santé, il fut un infatigable collecteur d'algues. En 1892, il fit don de sa collection à l'herbier des jardins botaniques d'Édimbourg (Furley 1989).
Michael Heggelund Foslie (1855-1905) publia pas moins de 69 articles entre 1887 et 1909. Durant cette période, il fit passer le nombre d'espèces et de descriptions de corallines de 175 à 650 (Irvine and Chamberlain, 1994). Après sa mort, sa collection de spécimens fut convoitée par le Musée de la Société royale norvégienne pour les sciences et lettres (Thor et al, 2005). et il ne figure qu'une petite portion de sa collection dans l'herbier du Ulster Museum : (Collection No. 42) nommée : Algae Norvegicae (référencée au catalogue (BEL) : F10319-F10334).
Ce fut au XIXe siècle que la véritable nature des lichens, organismes constitués par l'association spécifique d'une algue et d'un champignon, fut démontrée par Simon Schwendener (1829-1919) en 1867. Ceci éloigna une source de confusion en morphologie et en classification (Morton, 1981 p. 432). C'est également à cette période que Charles Darwin (1809-1882) publia en 1859 son livre sur l'évolution : De l'Origine des Espèces par le Moyen de la Sélection Naturelle - On the Origin of Species by Means of Natural Selection,....

## LeXXesiècle
En 1895, Frederik Christian Emil Börgesen (1866-1956) commença son étude des Îles Féroé et publia son travail en 1902 (Börgesen, 1902). Plus tard, entre 1920 et 1936, il publia sa recherche sur les algues des îles Canaries,,,,.
En 1935 et en 1945 Felix Eugen Fritsch (1879-1954) publia son traité en deux volumes : La Structure et la Reproduction des Algues - The Structure and Reproduction of the Algae. Ces deux volumes détaillent pratiquement tout ce qui était alors connu à propos de la morphologie et de la reproduction des algues. Cependant, le savoir concernant les algues a tellement progressé depuis lors qu'il serait impossible de les mettre à jour même si mention est toujours faite de ces ouvrages. Les autres notables contributions publiées dans les années 1950 comprennent : Botanique Cryptogamique - Cryptogamic Botany. dont le premier volume traitant des algues date de 1955, écrit par Gilbert Morgan Smith (1885-1959) et l'année suivante Die Gattungen der Rhodophyceen. par Johan Harald Kylin (1879-1949), publié à titre posthume. D'autres phycologues ont contribué massivement à accroître le savoir sur les algues comme Elmer Yale Dawson (1918-1966), qui publia plus de 60 articles sur les algues du Pacifique nord (Papenfuss, 1976).

## Le développement de la vulgarisation
Le nombre de livres publiés entre le milieu et la fin du XIXe siècle montre combien l'intérêt pour le monde naturel s'est accru. Des livres concernant les algues furent écrits par : Isabella Gifford (1853) The Marine Botanist... (Le Botaniste Marin), certains de ses specimens se trouvent au musée d'Ulster; D. Landsborough (v.1779 - 1854) A Popular History of British Seaweeds,... (Une histoire populaire des plantes marines britanniques) troisième édition publiée en 1857; Louisa Lane Clarke (v.1812 - 1883) The Common Seaweeds of the British Coast and Channel Islands;... (Les plantes marines communes de la côte britannique et des îles Anglo-Normandes) en 1865; S.O. Gray (1828 - 1902) British Sea-weeds:... (Plantes marines britanniques) publié en 1867 et W.H. Grattann British Marine Algae:... (Algues marines britanniques) publié vers 1874. Ces livres étaient destinés aux gens communs.

## Autres références
Darwin, C. R. 1859. On the Origin of Species by means of Natural Selection,... Londres, John Murray, London.
Farlow, W.G. 1881. The marine algae of New England. Report of U.S. Fish Commission 1879 : Appendix A-1, 1-210.
Fritsch, F.E.  1935. The Structure and Reproduction of the Algae. Vol. 1. Cambridge University Press, Cambridge.
Fritsch, F.E.  1945. The Structure and Reproduction of the Algae. Vol. 2. Cambridge University Press, Cambridge.
Gatty, M. 1863. British Seaweeds. London.
Gifford, I. 1853. The Marine Botanist;... Longman and Co., Londres.
Grattan, W.H. (1874?) British Marine Algae: London.
Gray, S.O. 1867. British Sea-weeds:... Londres.
Hardy, F.G. and Guiry, M.D. 2003. A Checklist and Atlas of the Seaweeds of Britain and Ireland. British Phycological, Londres.
Hardy, F.G. and Guiry, M.D. 2006. A Checklist and Atlas of the Seaweeds of Britain and Ireland - Revised Edition. British Phycological, Londres.  (ISBN 3-906166-35-X)
Harvey, W.H. 1833. Algae, in W.J.Hooker and G.A.W.Arnott, The Botany of Captain Beechey's Voyage... Londres. pp. 163 - 165.
Harvey, W.H. 1846 - 1851. Phycologia Britannica,... Londres.
Harvey, W.H. 1847 - 1849. Nereis Australis Or Algae Of the Southern Ocean. Reeve, Londres.
Harvey, W.H. 1852- 1858. Pt 1 - 111 ... Nereis boreali-americana... Smithsonian Contr. to Knoweledge.
Hooker, W.J. 1833. Cryptomaia Algae [pp.264 - 322] in. Hooker, W.J. The English Flora of Sir James Edward Smith. Class xxiv, Cryptogamia. Vol V, Part 1.
Landsborough, D. 1857. A Popular History of British Seaweeds,... London: Reeve, Benham & Reeve.
Parke, M. 1953. A preliminary check-list of British marine algae. J.Mar. Biol. Assoc. U.K. 32: 497 - 520.
Parke, M. and Dixon, P.S. 1964. A revised check-list of British marine algae. J. mar. biol. Ass. U.K. 44: 499 - 542.
Parke, M. and Dixon, P.S. 1968. Check-list of British marine algae - second revision. J. Mar. Biol. Ass. U.K. 48: 783- 832.
Parke, M. and Dixon, P.S. 1976. Check-list of British marine algae - third revision. J. Mar. Biol. Assoc. U.K. 56: 527 - 594.
South, G.R. and Tittley, I. 1986. A Checklist and Distributional Index of the Benthic Marine Algae of the North Atlantic Ocean.  St Andrews and London.